# Edward Cudahy Jr.
Edward Aloysius Cudahy Jr. (22 de agosto de 1884 - 8 de enero de 1966), también conocido como Eddie Cudahy, fue secuestrado el 18 de diciembre de 1900 en Omaha, Nebraska. Edward Cudahy Sr. era el adinerado dueño de Cudahy Packing Company, que ayudó a construir los Omaha Stockyards en los años 1950. Cudahy Sr. pagó el rescate por el regreso de su hijo e hizo del secuestrador, Pat Crowe, un autor popular, conferenciante y actor por un breve periodo. El caso Cudahy pudo haber influido en otros secuestros posteriores, incluyendo los del bebé Lindbergh, Bobby Greenlease, y Marion Parker.

## Secuestro
En el anochecer del 18 de diciembre de 1900, Edward Cudahy Jr. de dieciséis años, salió de su casa para hacer un recado en su barrio de Old Gold Coast. Cuando caminaba de regreso, un carruaje se detuvo junto a él y un hombre salió afuera y le agarró arrastrándole al interior. Su padre, el millonario dueño de Cudahy Packing Company en los Omaha Stockyards, regresó de una cena a las 10:30 para descubrir que su hijo no estaba. A la mañana siguiente, el Omaha Bee, el Daily News, y el World-Herald publicaban el hecho en primera página.

Cudahy cerró su fábrica y animó a sus 2.000 trabajadores a buscar a su hijo. Sus competidores hicieron lo mismo, y pronto 7.000 personas buscaban por todo Omaha. A las 9:00, recibió una llamada de teléfono que le aconsejaba buscar en su patio delantero, donde su cochero encontró una nota de rescate:
"Señor Cudahy:  hemos secuestrado a su hijo y exigimos $25,000 para su regreso seguro. Si  nos da el dinero  regresara tan seguro como la última vez que le vio, pero si se niega, le pondremos ácido en los ojos y le cegaremos... Consiga el dinero todo en oro, 5, 10 y 20 (dólar) piezas... Suba solo a su carruaje la noche del 19 de diciembre a las 7 en punto p.m. Siga la carretera adoquinada hacia Fremont. Cuando llegue a una linterna... al costado de la carretera, coloque el dinero junto a la linterna e inmediatamente gire su caballo y regrese a casa."
El secuestrador previendo la posibilidad de que Cudahy no pagara el rescate, se refirió también en su nota al famoso secuestro de Charley Ross, de cuatro años, en Filadelfia el 1 de julio de 1874. Después de ser aconsejado por la policía de no pagar el rescate, su padre, Christian Ross, un comerciante rico, nunca vio a su hijo otra vez. El secuestrador de Cudahy indicaba que Christian Ross lamentó para el resto de su vida haber seguido el consejo de la policía. Su nota continuaba,
"Ross murió con el corazón roto, triste por dejar que los detectives le dictaran. Cudahy, se enfrenta a eso, y solo  hay una salida - dejar moneda. Dinero  queremos y dinero  conseguiremos. Si no lo deja... Podrá dirigir a su hijo ciego el resto de sus días."
A las 7:00 en la noche, Cudahy llegó hasta la linterna, la cual localizó cerca de Litle Paio Creek. Dejó el dinero junto con una nota en respuesta a los captores. Regresó a la mansión Cudahy a las 9:30 p. m.. Eddie Jr. regresó a la 1:00, ileso.

## Respuesta nacional
El pagar a los secuestradores alimentó un intenso debate nacional. El San Francisco Examiner condenó la acción: "El Señor Cudahy ha actuado como un mal ciudadano porque  anima a otros." El Omaha Bee aseguró que Cudahy habló en un "tono despreocupado" como si pagar $25,000, fuera como "dejar caer un centavo por la rejilla de la bodega."

## Caza
Cudahy ofreció una recompensa de $25,000 y contrató a la Agencia de Detectives Pinkerton para dirigir la captura del secuestrador, lo cual el World-Herald describió como "la emoción principal de la nación." Después de la declaración de Eddie Jr., los reporteros encontraron la guarida del secuestrador en el sur de Omaha. Pat Crowe, propietario de una pequeña carnicería, fue identificado pronto en la investigación. Aun así, nadie pudo encontrar a Crowe. En enero de 1901, hubo supuestos avistamientos de Crowe desde América Central a la isla de Nantucket, con un informe colocándole a bordo de un vapor en Honduras, y otro en la reserva india de Pine Ridge en Dakota del Sur. Cientos de miles de carteles "Crowe SE BUSCA" se colocaron a través de todos los Estados Unidos.
En marzo de 1901, el ayuntamiento de Omaha ofreció la misma recompensa que Cudahy, y más tarde en el mismo mes, un hombre llamado James Callahan fue arrestado por embriaguez pública, pagando la fianza con una reluciente moneda de $20 moneda de oro justo como las del rescate pagado. Callahan también era conocido por asociarse con Crowe. La policía observó que Callahan había estado pagando con esas monedas en tabernas en Omaha, y el 21 de marzo, le arrestaron por robar a Cudahy Sr. $25,000. Como no había pruebas, no afrontó el cargo de secuestro; Nebraska no tenía ninguna ley aplicable al secuestro de un muchacho de 16 años dentro de los límites de la ciudad. Aunque esto fue pronto cambiado, no modificó el juicio de Callahan, y el 28 de abril, el jurado le encontró no culpable de robo. Otro juicio en noviembre también lo encontró no culpable.
Crowe se comunicó con el Departamento de Policía de Omaha a través del correo. A pesar de aceptar entregarse después de negociar una parte del rescate a finales de 1901, Crowe nunca apareció. En la primavera de 1905, apareció otra vez en Omaha y concedió una entrevista a un reportero del World-Herald; después desapareció otra vez. El 5 de septiembre de 1905, fue visto en una taberna en Litle Bohemia; el tiroteo que se desató dejó un agente policial herido, y Crowe huyó otra vez.

## Captura y juicio
A principios de noviembre de 1905, Crowe fue capturado por la policía en Butte, Montana. El 28 de noviembre de 1905, Crowe se declaró no culpable de disparar al agente de policía de Omaha en la denominada "Batalla de septiembre en Hickory Street". También fue acusado de robar en Omaha $50 de un tranvía, y por robo en el caso Cudahy de secuestro. A pesar de cuatro días de testimonio de docenas de testigos, el jurado absolvió a Crowe después de ochenta minutos de deliberaciones. El juez lo detuvo hasta el próximo juicio, el cual empezó en febrero de 1906; 92 testigos se presentaron por la fiscalía, y ninguno por la defensa. El Chicago Examiner, siguiendo el caso junto con muchos otros diarios nacionales, proclamó que la declaración final de la defensa sería "considerada el mejor discurso en un caso criminal nunca hecho en Omaha." Después de diecisiete horas de deliberaciones en el día de San Patricio de 1906, el jurado declaró a Crowe no culpable. Respondiendo al juicio, el The Washington Post escribió, "Omaha es evidentemente un terreno de caza feliz para salvajes y malhechores."

## Consecuencias
La notoriedad criminal de Crowe le procuró efímera fama como conferenciante, autor, y actor a través de los Estados Unidos, hasta que finalmente murió en la pobreza en Harlem en 1936. Sus narrativas personales escritas de la historia son estudiadas hoy por su autenticidad. El secuestro influyó en los hombres de negocios de Omaha en mantener a sus hijos bajo vigilancia, incluyendo el magnate Gurdon W. Wattles, quién finalmente se trasladó a Hollywood para huir de la tensión en Omaha.
La familia Cudahy se mudó de Omaha a Chicago en 1910. Edward Cudahy Jr. sirvió en la Primera Guerra Mundial y se casó con Margaret Carry en 1919. Tuvieron tres hijos y más tarde se divorciaron en 1942. Su mujer murió prematuramente varios meses después del divorcio. En 1944, Cudahy se volvió a casar con Eleanor Peabody Cochran.  Finalmente trabajó como presidente del Board Cudahy Packing, dirigiendo la compañía fuera de Omaha en los años 1950, y retirándose luego a Arizona, donde  murió en 1966.